# Цахкуняц (озеро)
Цахкуня́ц (арм. Ծաղկունյաց լիճ), иногда встречается название Нанаи лич (арм. Նանայի լիճ) — горное озеро в Армении, Котайкской области.
Расположено в средней части хребта хребта Цахкуняц, на высоте 2450 метров над уровнем моря.
Близлежащий населённый пункт — здравница Агверан. Озеро имеет исключительно дождевое питание, зимой оно покрывается льдом. Часть хребта на котором расположено озеро входит в состав Арзакан-Меградзорского заказника.